# Шведский календарь

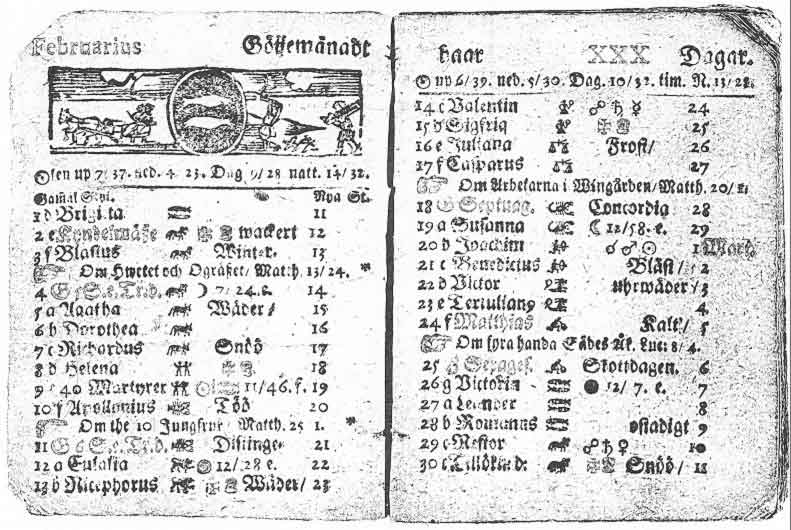
Шведский календарь на февраль 1712 года

Шведский календарь — календарь, использовавшийся в Швеции в период с 29 февраля (11 марта) 1700 года по 29 февраля (11 марта) 1712 года (в самом шведском календаре этому периоду соответствовали даты с 1 марта 1700 года по 30 февраля 1712 года). Он опережал на один день юлианский календарь и отставал на 10 дней от григорианского.

## История
До 1700 года в Швеции придерживались юлианского календаря, отличавшегося от григорианского на тот момент на 10 дней. Но к 1700 году между старым и новым счислением образовалось 11 дней разницы. В ноябре 1699 года в Шведском королевстве было принято решение перейти с юлианского календаря на григорианский. Однако шведы не стали прыгать на 11 накопившихся к тому времени дней вперёд. Желая сохранить прежнюю разницу в 10 дней, шведский король Карл XII приказал считать 1700 год (високосный) простым, то есть откинуть день 29 февраля. В дальнейшем было решено делать переход постепенно, пропуская високосные годы в течение 40 лет, то есть все эти годы после 28 февраля должно было идти 1 марта и каждые 4 года они на один день приближались бы к григорианскому календарю. Однако, несмотря на принятый план, 1704 и 1708 годы были високосными. Из-за этого в течение 11 лет шведский календарь опережал на один день юлианский календарь, но отставал на десять дней от григорианского. Поэтому в начальный период Северной войны шведский календарь был на один день впереди русского счисления по старому стилю и в то же время отставал на 10 дней от европейского. Тем не менее шведские историки придерживались этого счисления, что в дальнейшем не раз вызывало путаницу в историографии данной войны.
В 1711 году Карл XII решил окончательно отказаться от реформы календаря и вернуться к юлианскому летоисчислению. Для этого в 1712 году в феврале были добавлены два дня и таким образом в Швеции в 1712 году появилась необычная дата 30 февраля.
Окончательно Швеция перешла на григорианский календарь в 1753 году обычным для всех стран способом: день, следующий за 17 февраля, объявили 1 марта.